# Сересо-де-Ріо-Тірон
Сересо-де-Ріо-Тірон (ісп. Cerezo de Río Tirón) — муніципалітет в Іспанії, у складі автономної спільноти Кастилія-і-Леон, у провінції Бургос. Населення — 630 осіб (2010).
Муніципалітет розташований на відстані близько 240 км на північ від Мадрида, 47 км на схід від Бургоса.

## Демографія
Динаміка населення (INE ):

## Галерея зображень

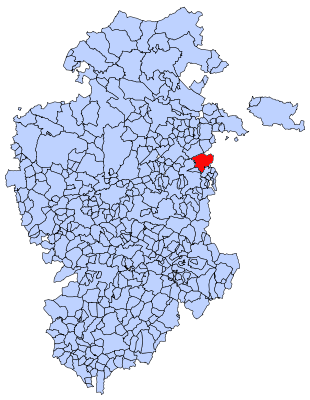
Розташування муніципалітету Сересо-де-Ріо-Тірон